# Robert Westfield
Robert Westfield (1972) é um escritor norte-americano.
Robert nasceu em Maryland, nos Estados Unidos e passou a sua juventude no Japão, Hawaii, Califórnia, e Virgínia até que a sua família regressou a Maryland e se fixou em Bryans Road, uma pequena comunidade a sul de Washington. Robert mudou-se para Nova Iorque em 1990 para frequentar a Universidade de Columbia, onde recebeu a bolsa de estudo Henry Evans Traveling Fellowship, que utilizou para uma viagem de investigação literária pela Itália e pela Grécia. O seu primeiro romance, Suspension: A Novel (2006) venceu o Lambda Literary Award na categoria Gay Men's Fiction em 2006.